# Eufonius

eufonius(유포니어스)는 2003년 10월 11일에 데뷔한 일본의 음악 유닛이다. riya가 보컬 담당 및 대부분의 작사를 담당하고 있으며, 키쿠치 하지메가 키보드 반주 및 작곡, 편곡, 그리고 약간의 작사를 담당하고 있다. 또한 마사시 오쿠보라는 세 번째 멤버가 있어서, 유닛의 서포트를 담당하고 있다. 줄임말은 eufo. eufonius라는 유닛명은 riya의 작곡 혹은 보컬 명의로 사용되기도 한다.
eufonius는 16권의 싱글, 12권의 앨범, 그리고 여러 컴필레이션 음반과 OST 등을 발표했으며, 2005년 5월부터는 웹 라디오 <frequency-e> 방송에 정규 출연하고 있다.

## 멤버
- 키쿠치 하지메 (작사, 작곡, 키보드)
- riya (보컬, 작사)

## 개요
음악계 동인 그룹에서 가수로서 활동하고 있던 riya와 게임 애니메이션 관련 음악의 작・편곡가로서 활동하고 있던 키쿠치가 인터넷상에서 알게 되어 2004년에 결성했다. 그룹명은 영어로 "고음조의, 듣기 좋은"을 의미하는 형용사 "euphonious"를 모방한 것.
M3나 코믹 마켓 등으로 인디즈 활동을 실시하던 중, 싱글 앨범인 「はばたく未来 하바타쿠미라이[*]」(날개치는 미래)를 거쳐 메이저에도 진출했다.

## 작품

### 싱글
|      | 타이틀                                | 발매일           | 규격번호   |
| ---- | ------------------------------------- | ---------------- | ---------- |
| 1st  | 빙글빙글 (ぐるぐる)                   | 2004년 5월 2일   |            |
| 2nd  | 날개짓하는 미래 (はばたく未来)        | 2004년 10월 21일 | KICM-3076  |
| 3rd  | 작은 노래 (ちいさなうた)              | 2005년 8월 25일  | EFLA-0002  |
| 4th  | Idea                                  | 2005년 11월 2일  | LACM-4223  |
| 5th  | 사랑하는 마음 (恋するココロ)          | 2006년 1월 25일  | LACM-4239  |
| 6th  | Apocrypha                             | 2007년 4월 25일  | LACM-4358  |
| 7th  | 리플렉티아 (リフレクティア)           | 2008년 1월 23일  | LACM-4459  |
| 8th  | 아네모이 (アネモイ)                   | 2009년 2월 4일   | LACM-4568  |
| 9th  | 이 목소리가 닿으면 (この声が届いたら) | 2009년 3월 18일  | KDSD-00269 |
| 10th | phosphorus                            | 2009년 4월 22일  | LASM-4009  |
| 11th | 디비니티 (ディヴィニティ)             | 2009년 12월 23일 | KDSD-00324 |
| 12th | 아득한 나날 (遥かな日々)              | 2010년 5월 1일   | LASM-4053  |
| 13th | 비익의 날개 (比翼の羽根)              | 2010년 10월 27일 | KICM-3214  |
| 14th | 리테랄 (リテラル)                     | 2011년 9월 21일  | EFLA-0009  |
| 15th | 프리즘 사인 (プリズム・サイン)        | 2012년 2월 8일   | LACM-4906  |
| 16th | 패러다임 (パラダイム)                 | 2012년 7월 18일  | KICM-3247  |

### 앨범
|      | 타이틀                             | 발매일           | 규격번호   |
| ---- | ---------------------------------- | ---------------- | ---------- |
| 1st  | eufonius                           | 2003년 10월 11일 |            |
| 2nd  | eufonius+                          | 2005년 4월 27일  | EFLA-0001  |
| 3rd  | 아름다운 세상 (スバラシキセカイ)   | 2006년 5월 24일  | KICS-1212  |
| 4th  | Σ                                  | 2007년 1월 31일  | EFLA-0003  |
| 5th  | metafysik                          | 2007년 12월 19일 | LACA-5715  |
| 6th  | 메트로크롬 (メトロクローム)        | 2008년 6월 10일  | EFLA-0004  |
| 7th  | 네지마키 무지카 (ねじまきむじか)   | 2009년 7월 7일   | EFLA-0005  |
| 8th  | 푸른 스케이프 (碧のスケープ)       | 2009년 9월 30일  | LASA-5017  |
| 9th  | 네지마키 무지카2 (ねじまきむじか2) | 2010년 4월 14일  | EFLA-0006  |
| 10th | bezel                              | 2011년 5월 30일  | EFLA-0008  |
| 11th | 아르세이아 (アレセイア)            | 2011년 10월 26일 | KDSD-00500 |
| 12th | 포논 (フォノン)                    | 2011년 11월 23일 | LASA-5108  |

### 컴필레이션
- New World/ぼくらの時間(우리의 시간)
  - 2005년4월27일 발매 / 킹레코드 / KICM-3105
  - ぼくらの時間
    - 애니메이션『フタコイ オルタナティブ』(후타코이 얼터너티브)엔딩 주제곡
    - 작사：콘도 히카루・ufotable & eufonius / 작곡・편곡：키쿠치 하지메
- 太陽のかけら(태양의 조각)/ぐるぐる(구루구루)〜Himawari version〜
- ソラ色のつばさ/きらきら(소라색의 날개/반짝반짝)
- メグメル(메그멜) 〜cuckool mix 2007〜/だんご大家族(경단대가족)
- CLANNAD SOUNDTRACK
  - 2007년11월21일 발매 / 프론티어 웍스 / FCCM-0198
  - メグメル frequency⇒e version
    - 극장판 애니메이션『CLANNAD -クラナド-』주제가
    - 작사：riya / 작곡：eufonius / 편곡：키쿠치 하지메

  - 小さなてのひら(작은 손바닥) eufonius version
    - 극장판 애니메이션『CLANNAD -クラナド-』삽입곡
    - 작사・작곡：마에다 쥰 / 편곡：키쿠치 하지메

  - マルメロ(마르멜로) 〜fildychrom〜
    - 극장판 애니메이션『CLANNAD -クラナド-』삽입곡
    - 작사：riya / 작곡・편곡：키쿠치 하지메
- Tears...for truth 〜true tearsイメージソング集(이미지 송 모음집)〜
- 空を見上げる少女の瞳に映る世界(하늘을 올려다 본 소녀의 눈동자에 비치는 세계) Inspired album
  - 2009년3월25일 발매 / 란티스 / LACA-5881
  - Gebiet
    - 애니메이션『空を見上げる少女の瞳に映る世界』이미지 송
    - 작사：riya / 작곡・편곡：키쿠치 하지메
- 文学少女(문학소녀) 드라마CD 上
  - マナ(마나) (Short size)
- ”文学少女”と夢現の旋律(문학소녀와 몽현의 선율)
  - マナ
- true tears キャラクターミニアルバム(캐릭터 미니앨범) 〜Nostalgic Arietta〜
  - 2010년4월7일 발매예정 / 란티스 / LACA-15020
  - 涙の記憶(눈물의 기억)
    - 작사：riya / 작곡・편곡：키쿠치 하지메

  - 肩越しの空(어깨 너머의 하늘)
    - 작사：riya / 작곡・편곡：키쿠치 하지메

### DVD
- 双恋LIVE 〜バレンタイン・パニック(발렌타인 패닉)〜 (게스트 출연영상수록)